# Bradavičasti odrastek
Bradavičasti odrastek, bradavičar, mastoidni procesus ali mastoidni odrastek je stožčasto oblikovan odrastek, ki moli z zunanje površine piramide senčnice navzpred in navzdol tik za zunanjim sluhovodom.
Velikost bradavičastega odrastka se med posamezniki razlikuje. Pri mladostnikih je značilno majhen, z odraščanjem se poveča. Praviloma je večji pri moških kot pri ženskah. Vsebuje majhne, z zrakom zapolnjene vdolbine, imenovane mastoidne celice (mastoidne celule), ki so povezane s srednjim ušesom.